# Saskia Loretta van Erven García
Saskia Loretta van Erven García, aussi connue sous le nom de Saskia van Erven, née le 29 août 1987 à Rotterdam aux Pays-Bas, est une escrimeuse néerlando-colombienne. Bien que spécialiste du fleuret, il lui arrive de concourir à l'épée.

## Biographie
Saskia Loretta van Erven García naît dans une famille d'escrimeurs en Hollande. Ses deux parents se sont rencontrés aux Pays-Bas où sa mère se rendait pour concourir et son père tirait comme membre de l'équipe nationale des Pays-Bas. Sa mère, Gloria García, est originaire de Cali et a remporté une médaille de bronze aux Jeux panaméricains de 1971, sextuple championne nationale et championne sud-américaine en 1968. Van Erven García commence l'escrime à six ans après s'être essayée au judo et au ballet, avec sa mère pour maîtresse d'armes. Elle commence à concourir à quatorze ans sous la bannière néerlandaise mais opte finalement pour la nationalité de sa mère colombienne en 2011 après trois années de pause entre 2007 et 2010 à cause du manque de soutien financier de son pays natal.
Elle a été sacrée championne des Pays-Bas en fleuret et de Colombie en fleuret et en épée.
Elle représente la Colombie lors des Jeux olympiques d'été de 2012 après avoir remporté la médaille d'argent au fleuret individuel lors des championnats panaméricains 2012.[réf. nécessaire] Elle y termine à la 24e place.
Après quelques années de battement sans podium majeur, elle revient sur le devant de la scène en 2015 en s'accordant entre autres une deuxième place en tournoi satellite à Cancún, et une troisième place aux championnats panaméricains au Chili. Durant les Jeux panaméricains de Toronto, elle remporte l'argent après avoir rencontré Alanna Goldie (15-3) puis Lee Kiefer (11-15).
Cette bonne saison lui permet d'être la seule colombienne à se qualifier aux épreuves d'escrime des Jeux olympiques de Rio 2016. Elle s'incline lors de son premier match face à la Hongrois Aida Mohamed (13-15). L'année suivante, à l'occasion des championnats du monde, elle se qualifie à la fois à l'épée et au fleuret. Elle abandonne l'épée l'année suivante pour se concentrer uniquement sur le fleuret, son arme de prédilection.[réf. nécessaire] C'est à cette arme qu'elle vainc Isis Giménez (en) 15 touches à 3 lors de la finale des Jeux d'Amérique centrale et des Caraïbes de 2018
Grâce à son classement international, le meilleur de la zone Amérique, elle se qualifie pour les Jeux olympiques de 2020, étant encore une fois l'unique escrimeuse à représenter la Colombie. Elle est éliminée lors de son premier match par Adelina Zagidullina (8-15).
En parallèle de l'escrime, elle étudie la communication sociale et le journalisme et souhaiterait devenir journaliste en Italie afin de financer sa carrière sportive.

## Palmarès
- Épreuves de coupe du monde
  -  Médaille d'or au tournoi satellite d'Antalya sur la saison 2017-2018
  -  Médaille d'argent au tournoi satellite de Cancún sur la saison 2015-2016[6]

- Championnats panaméricains
  -  Médaille d'argent en individuel aux championnats panaméricains 2012 à Cancún
  -  Médaille de bronze en individuel aux championnats panaméricains 2015 à Santiago[3]

- Jeux panaméricains
  -  Médaille d'argent en individuel aux Jeux panaméricains de 2015 à Toronto[7]

## Classement en fin de saison
| Année | 2006 | 2007 | 2009 | 2011 | 2012 | 2013 | 2014 | 2015 | 2016 | 2017 | 2018 | 2019 | 2020 | 2021 |
| ----- | ---- | ---- | ---- | ---- | ---- | ---- | ---- | ---- | ---- | ---- | ---- | ---- | ---- | ---- |
| Rang  | 232  | 107  | 316  | 46   | 24   | 43   | 45   | 32   | 28   | 41   | 30   | 47   | 39   | 32   |